# Красный Урюш
Кра́сный Урю́ш (баш. Ҡыҙыл Үреш, тат. Кызыл Үреш) — село (до 2005 года — посёлок) в Караидельском районе Республики Башкортостан Российской Федерации. Входит в состав Урюш-Битуллинского сельсовета.

## География

### Географическое положение
Расстояние до:
- районного центра (Караидель): 55 км,
- ближайшей ж/д станции (Щучье Озеро): 105 км.

## История
Ранее относился к Мрясимовскому сельсовету).
В 2005 году посёлок Урюшевского спиртзавода и посёлок Красный Урюш объединены в село Красный Урюш.
Закон «О внесении изменений в административно-территориальное устройство Республики Башкортостан в связи с образованием, объединением, упразднением и изменением статуса населенных пунктов, переносом административных центров» от 20 июля 2005 года № 211-З постановил:

ст. 2. Объединить следующие населенные пункты с сохранением наименований:

6) в Караидельском районе:

посёлок Урюшевского спиртзавода и посёлок Красный Урюш Мрясимовского сельсовета, установив объединенному населенному пункту тип поселения — село, с сохранением наименования «Красный Урюш»;

## Население
| 2002 | 2009 | 2010 |
| ---- | ---- | ---- |
| 598  | ↘568 | ↘502 |

Национальный состав
Согласно переписи 2002 года, преобладающие национальности — башкиры (56 %), татары (40 %).